# HD 158476
HD 158476 هو نجم عملاق فائق (بالانجليزية: Supergiant) يقع في كوكبة المجمرة، ويبعد عن الأرض حوالي 1,500 سنة ضوئية. يُصنف من النوع الطيفي G8Ib، ما يعني أنه نجم بارد نسبيًا، ذو لون أصفر مائل للبرتقالي.

## الخصائص
- القدر الظاهري: للنجم يبلغ حوالي 6.29، أي أنه بالكاد مرئي بالعين المجردة في ظروف رصد مثالية.
- درجة الحرارة السطحية: تُقدّر بحوالي 4,540 كلفن.
- اللمعان: يعادل 1,142 مرة ضياء الشمس.
- الكتلة: تُقدّر بحوالي 6.2 مرة من كتلة الشمس.
- نصف القطر: يبلغ نحو 37.6 مرة من نصف قطر الشمس، مما يجعله منتفخًا جدًا مقارنةً بالشمس.
- الجاذبية السطحية: ضعيفة نسبيًا (1.50 على مقياس cgs)، وهو أمر معتاد في النجوم العملاقة.
- المعدنية: (وفرة العناصر الأثقل من الهيليوم) تُقدّر بـ −0.10، أي قريبة من المعدل الشمسي.
- السرعة الدورانية: منخفضة، تقدر بـ 4.5 كم/ث.

## الرؤية والرصد
يُعتبر HD 158476 نجمًا هامشي الرؤية بالعين المجردة، لكن يمكن رصده بسهولة باستخدام مناظير بسيطة أو تلسكوبات صغيرة. لا يُعرف بأنه نجم متغير أو مزدوج.